# Geom Mojam
Geom Mojam (en coreano: 검모잠; ¿?-670) fue el líder militar del movimiento para recuperar Goguryeo después de su caída en manos de Silla en el siglo VII. Después de que el reino cayera en manos de Tang y Silla en el año 668, lideró un movimiento de oposición en el valle del río Taedong y nombró a Anseung (en hangul, 안승; en hanja, 安勝) como nuevo rey de Goguryeo en 670. Se cree que Anseung es el hijo ilegítimo del rey Bojang, el último líder de ese reino. La capital fue establecida en la actual Chaeryŏng-gun, Hwanghae del Sur, Corea del Norte. La rebelión es brevemente descrita en Samguk Sagi, Libro Goguryeo 10.
Una fuente explica que el lugar de nacimiento de Geom fue Surimseong (en hangul, 수림성; en hanja, 水臨城), mientras que Samguk Sagi cuenta que fue nativo de la ciudad amurallada de Yeongnim. Su fecha de nacimiento es desconocida. Samguk Sagi cuenta que, como oficial militar, obtuvo el rango de daehyeong (en hangul, 대형; en hanja, 大兄), el séptimo de los catorce rangos de la burocracia de Goguryeo.

## En la cultura popular
- Fue representado por Kim Myung-soo en la serie de televisión del KBS Dae Jo Yeong en los años 2006 y 2007.